# Papir Harris I
El papir de Harris I és un papir egipci escrit en hieràtic (un sistema d'escriptura egípcia simplificat), que tracta temes religiosos i històrics. Està datat vers el 1150 aC i correspondria al període de la dinastia XX; fou escrit en època de Ramsès IV. Fou trobat en una tomba a Deir al-Madinah i comprat per A. C. Harris el 1855, i el 1872 va ser adquirit pel Museu Britànic on està catalogat com a EA9999.
Mesura 42 metres de llarg, dividit en 117 columnes de 12 o 13 línies i inclou tres dibuixos de Ramsès III i la tríada de déus. Explica principalment els afers religiosos de Ramsès III, les seves donacions als temples i déus i, de forma idealitzada, una breu ressenya del seu regnat. El papir acaba amb la mort del faraó i l'ascensió del seu fill Ramsès IV.
| « | Vaig tornar en gran nombre els que la meva espasa ha estalviat, amb les mans lligades a l'esquena davant dels meus cavalls, i les seves dones i fills en desenes de milers, i el seu bestiar en centenars de milers. Vaig empresonar els seus líders en fortaleses que portaven el meu nom, i els vaig afegir arquers en cap i caps de tribu, marcats i esclavitzats, tatuats amb el meu nom, i les seves dones i fills eren tractats de la mateixa manera.” | » |

La seva secció històrica esmenta que Setnakhte, el pare i predecessor de Ramsès III, va restaurar l'ordre i l'estabilitat a Egipte després d'un temps de conflicte civil intern, expulsant els seguidors asiàtics d'Irsu.
El mateix Ramsès III va reorganitzar la burocràcia estatal i l'exèrcit. Va lluitar contra els Pobles del Mar i afirma haver-los sotmès i els va convertir en súbdits d'Egipte. Els Edomites també van ser sotmesos. A l'oest va aturar les incursions dels Libis i Meshwesh i les va establir al delta occidental del Nil.
Les seves activitats econòmiques incloïen l'excavació d'un gran pou a Ayan, una expedició a Punt, una regió mal definida a la Banya d'Àfrica, la importació de coure d'Atika i una expedició a la Península del Sinaí que va tornar amb pedres precioses.
Per millorar la qualitat de vida de la població egípcia, va fer plantar arbres per fer ombra, va protegir les dones perquè poguessin anar lliurement allà on volguessin i, quan Egipte estava en pau, els seus mercenaris estrangers vivien amb les seves famílies a les ciutats de guarnició.
En general, estava convençut d'haver millorat molt la sort de tots els habitants d'Egipte, nadius o estrangers.